# Elettromoltiplicatore a dinodo continuo
Un elettromoltiplicatore a dinodo continuo è un rivelatore/amplificatore di segnale del tipo degli elettromoltiplicatori.
Funziona tramite il processo di emissione secondaria: un elettrone bombarda un piatto di materiale metallico emissivo (dinodo) che emette da uno e tre elettroni.
In questo tipo di elettromoltiplicatore si applica un gradiente di potenziale su un singolo piatto e si mettono due piatti parallelamente, l'elettrone primario e gli elettroni secondari rimbalzeranno tra i piatti per tutta la loro lunghezza ripetendo il processo di emissione molte volte e amplificando il segnale.
Esempi di elettromoltiplicatori a dinodo continuo sono il channel electron multiplier e il rivelatore microchannel plate.